# Línea 98 (Buenos Aires)
La línea 98 es una línea de colectivos del Área Metropolitana de Buenos Aires. Une Plaza Miserere con los partidos de Quilmes y Berazategui, al sur del Gran Buenos Aires.

## Ramales a Plaza Miserere

### Ramal 116

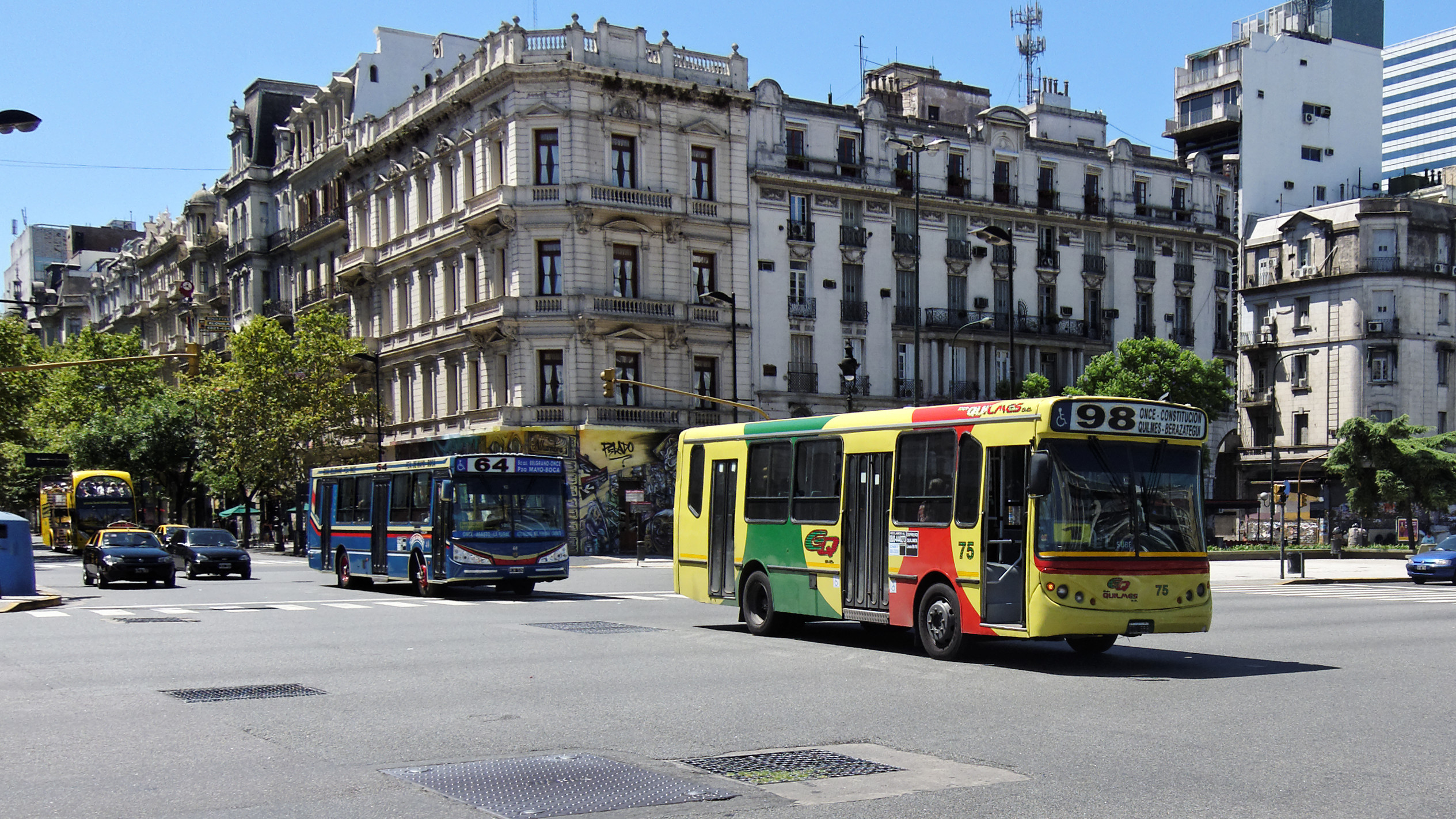
Ramal 1 en Avenida de Mayo, Monserrat

Este ramal permite llegar al balneario vía Las Flores en Wilde.
- Buenos Aires: Comienza el recorrido desde Plaza Miserere, en las calles Ecuador y Bartolomé Mitre. Continúa por Bartolomé Mitre, Avenida Pueyrredón, Avenida Jujuy, Adolfo Alsina, Misiones, Av. Belgrano. En el área Microcentro, utiliza el sistema de carriles exclusivos Metrobús de la Avenida 9 de Julio, saliendo en Carlos Calvo, y siguiendo por Lima, Constitución, Lima Oeste, Av. Brasil, Gral. Hornos, Avenida Caseros, Dr. Enrique Finochietto, Avenida Montes de Oca y Río Cuarto, hasta ingresar a la Autopista Presidente Arturo Frondizi.

- Avellaneda: Luego de cruzar el Riachuelo mediante el Nuevo Puente Pueyrredón, continúa en este partido por Maipú, Av. Manuel Belgrano, Gral. Paz, Avenida Presidente Bartolomé Mitre. Pasa por las localidades de Crucecita, Sarandí, Villa Domínico y Wilde. En esta última, luego de transitar Av. Mitre por 6 km, abandona el recorrido troncal, siguiendo por Rodó, Brandsen, Fabián Onsari, Las Flores, Avenida Ramón Franco.

- Quilmes: Al cruzar la calle Dr. A. Caviglia, el colectivo ingresa a este municipio, pasa por debajo del Acceso Sudeste y la Av. Ramón Franco se convierte en la Avenida San Martín. Luego de pasar por las estaciones de Don Bosco y Bernal, continúa por las calles Liniers, Pringles, Av. Lamadrid (RP 49). Cruza las vías del Ramal ferroviario Constitución-La Plata de la Línea General Roca, siguiendo en la ciudad de Quilmes por Las Heras, Av. Hipólito Yrigoyen, Alsina, Gaboto, Garibaldi, Cevallos, Av. Otamendi, Av. Cervantes; donde se encuentra el balneario. La última parada se encuentra en la esquina con la Av. Isidoro Iriarte, en donde descienden todos los pasajeros. Tras esto, el colectivo pega la vuelta en la rotonda cercana para dirigirse hacia la terminal de la línea 85, ubicada en la esquina con la Av. Otamendi.

### Ramal 2
Este ramal permite llegar al balneario vía Montevideo en Bernal Oeste.
- Buenos Aires: Mismo recorrido que Ramal 1.

- Avellaneda: Sigue el recorrido troncal hasta la localidad de Wilde. En lugar de doblar en la calle Rodó, este ramal continúa por la Avenida Presidente Bartolomé Mitre hasta su fin.

- Quilmes: Al ingresar a este partido, la Av. Mitre se convierte en Av. Dardo Rocha. En el Triángulo de Bernal, en lugar de continuar por ésta, sigue por Av. Los Quilmes, Chaco, Luis María Campos, Montevideo; hasta su intersección con la Av. San Martín. A partir de este lugar, se retoma el recorrido del Ramal 1 hacia el balneario.

## Ramales a Villa España

### Ramal 3

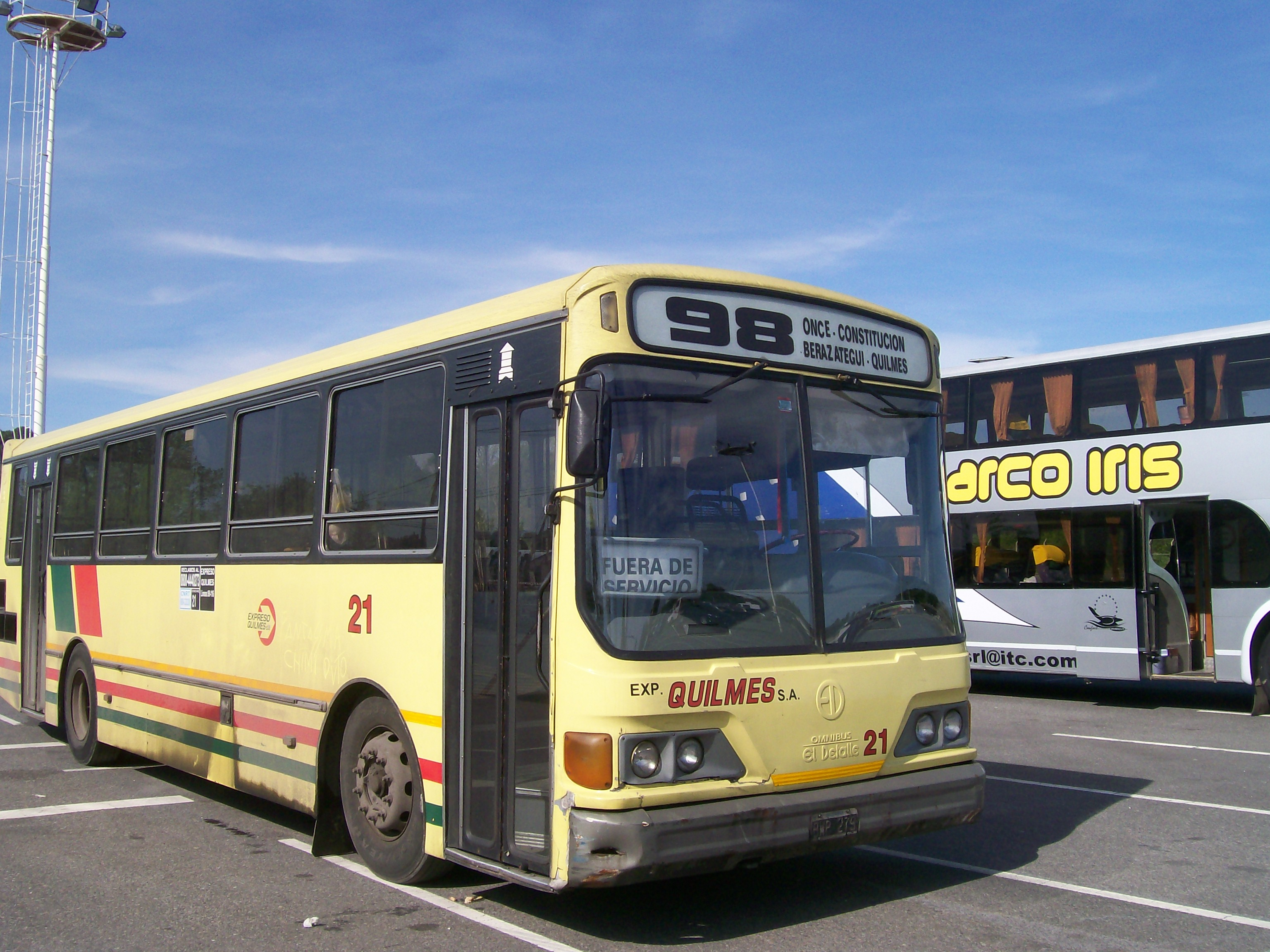
Colectivo de la Línea 98

Este ramal permite llegar a Villa España vía Avenida Calchaquí, pasando principalmente por Quilmes Oeste.
Desde Ecuador y Bartolomé Mitre
Bartolomé Mitre, Avenida Pueyrredón, Avenida Jujuy, Avenida Belgrano, Metrobús 9 de Julio, Lima, Constitución, Lima Oeste, Brasil, General Hornos, Avenida Caseros, Doctor Enrique Finochietto, Avenida Montes de Oca, Avenida General Iriarte, Herrera, Autopista Presidente Arturo Frondizi, Nuevo Puente Pueyrredón, Maipú, General Paz, Avenida General Bartolomé Mitre, Avenida Los Quilmes, Avenida Calchaquí, Camino General Belgrano, Avenida 14, Lisandro de la Torre, Calle 23, Calle 149, Avenida 24, Calle 144, Calle 31, Calle 29, Calle 150, Avenida 24, Garina T. de Nicora (Calle 153) hasta el 2600.

### Ramal 5
Este ramal permite llegar a Villa España por Avenida San Martín y Avenida Ramón Franco, pasando por Bernal y el centro de Quilmes.
Desde Ecuador y Bartolomé Mitre.
Bartolomé Mitre, Avenida Pueyrredón, Avenida Jujuy, Avenida Belgrano, Metrobús 9 de Julio, Lima, Constitución, Lima Oeste, Brasil, General Hornos, Avenida Caseros, Doctor Enrique Finocchietto, Avenida Montes de Oca, Avenida General Iriarte, Herrera, Autopista Presidente Arturo Frondizi, Nuevo Puente Pueyrredón, Maipú, General Paz, Avenida General Bartolomé Mitre, Ramón Franco, Avenida San Martín, Vicente López, Laprida, Avenida Centenario, Avenida General San Martín, Avenida Florencio Varela, Calle 137, Avenida 14, Lisandro de la Torre, Calle 23, Calle 149, Avenida 24, Calle 144, Calle 31, Calle 29, Calle 150, Avenida 24, Garina T. de Nicora (Calle 153) hasta el 2600.

## Ramal Barrio Gráfico

### Ramal 116
Desde Ecuador y Bartolomé Mitre

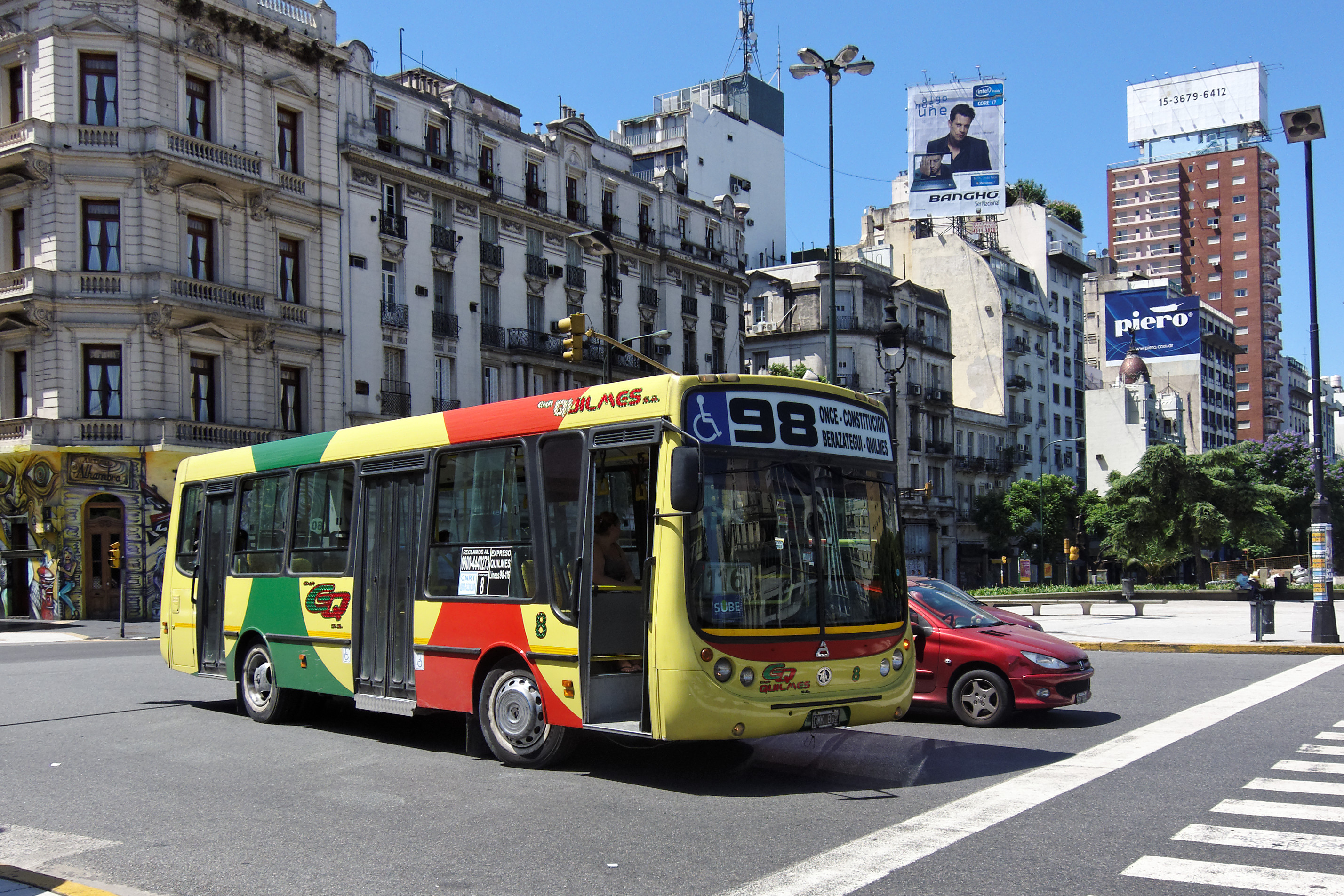
Ramal 116 en Avenida de Mayo, Monserrat

Por Bartolomé Mitre, Metrobús 9 de Julio, Lima, Constitución, Lima Oeste, Brasil, General Hornos, Doctor Enrique Finochiettto, Avenida Montes de Oca, Avenida General Iriarte, Herrera, Autopista Presidente Arturo Frondizi, Nuevo Puente Pueyrrdón, Maipú, Avenida Belgrano, General Paz, Avenida General Bartolomé Mitre, Gelly y Obes, Estanislao Zeballos, San Pedro, La Blanqueada, Saladillo, Colonia, Salvador Soreda, General Otero, Baradero, Arévalo, Salvador Soreda, Lobos, Bolívar, Juan Vucetich, Merlo, Las Flores, Paramaribo, Raquel Español, Virrey del Pino, Las Flores hasta Robles.

## Ramal Barrio Gráfico por Walmart[2]

### Ramal 116R
Desde Ecuador y Bartolomé Mitre

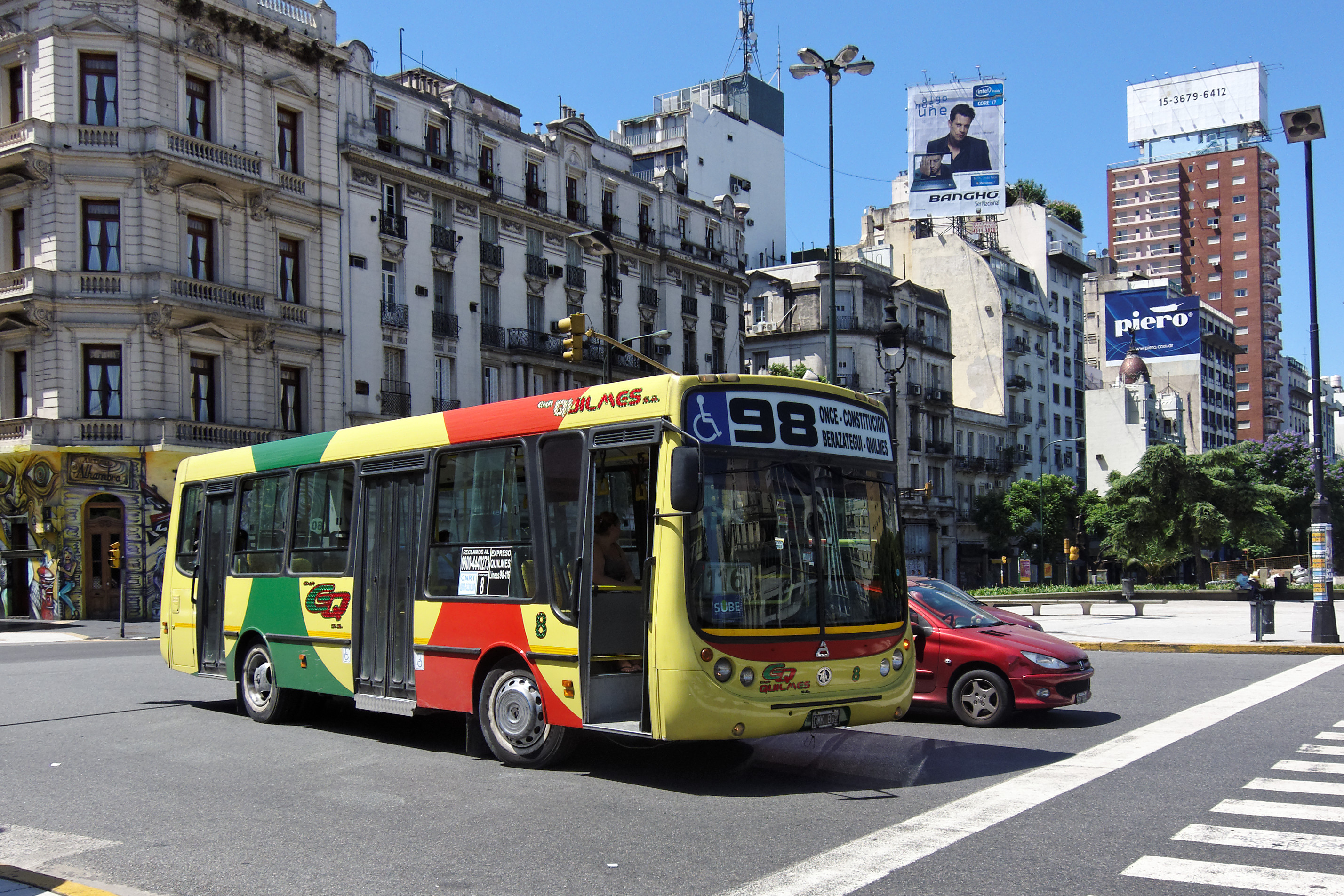
Ramal 116 en Avenida de Mayo, Monserrat

Por Bartolomé Mitre, Metrobús 9 de Julio, Lima, Constitución, Lima Oeste, Brasil, General Hornos, Doctor Enrique Finochietto, Avenida Montes de Oca, Avenida General Iriarte, Herrera, Autopista Presidente Arturo Frondizi, Nuevo Puente Pueyrrdón, Maipú, General Paz, Avenida General Bartolomé Mitre, Estado de Israel, Nicaragua, Tres Arroyos, General Otero, Merlo, Las Flores, Paramaribo, Raquel Español, Virrey del Pino, Las Flores hasta Robles.

### Ramal 116 rojo - Vuelta a Plaza Miserere
Desde Las Flores y Robles

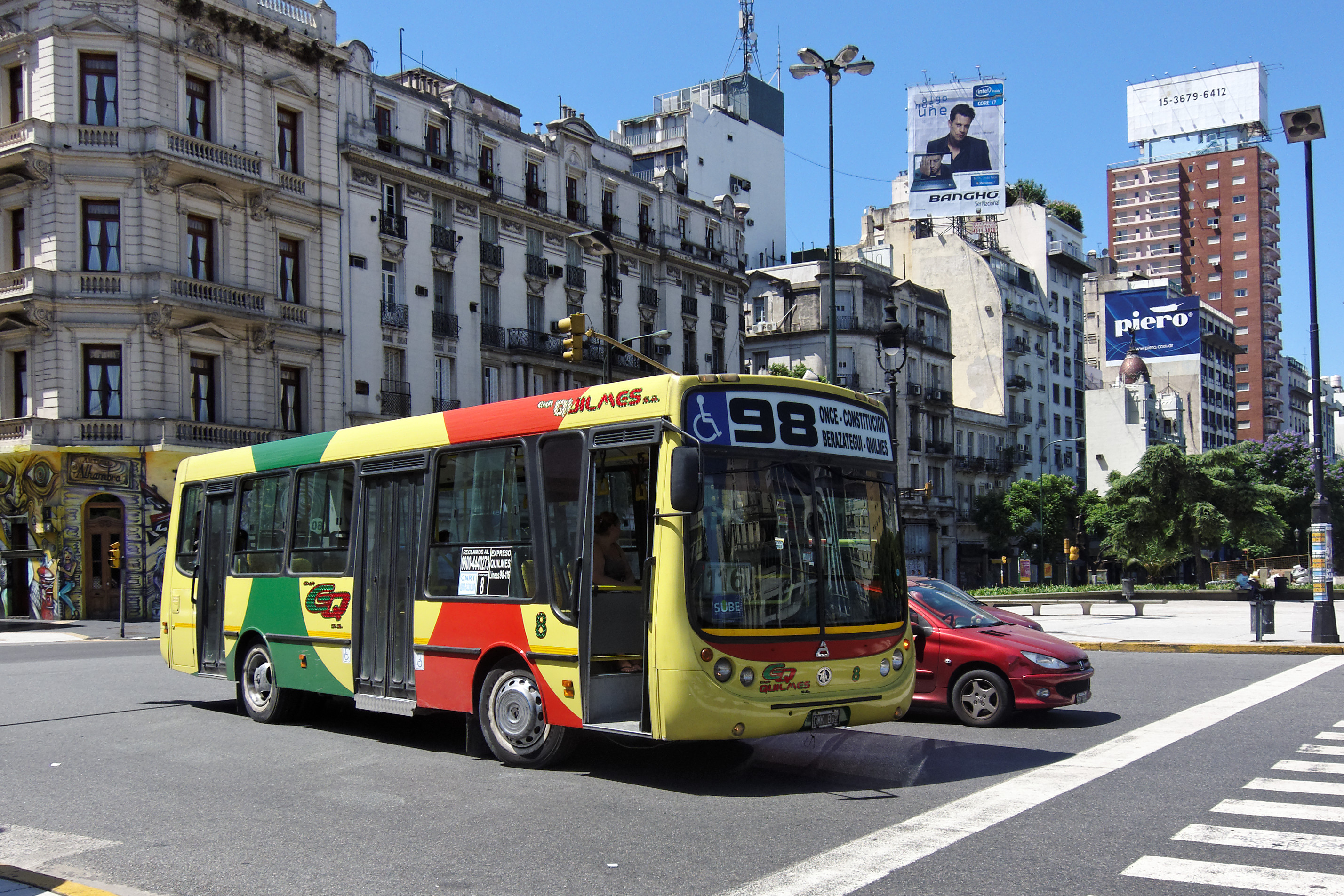
Ramal 116 en Avenida de Mayo, Monserrat

Por Las Flores, Guaminí, Lincoln, Nicasio Oroño, Las Flores, San Nicolás, J. Vucetich, Merlo, Gral. Otero, Tres Arroyos, Nicaragua, Estado de Israel, Avenida General Bartolomé Mitre, Nuevo Puente Pueyrredón, General Hornos, Doctor Enrique Finochietto, Bernardo de Irigoyen, Avenida Caseros, Salta, Avenida de Mayo, Avenida Rivadavia hasta Plaza Miserere.